# Кадастровый паспорт
Када́стровый па́спорт — выписка из государственного кадастра недвижимости, содержащая сведения об объекте. Кадастровый паспорт является одним из элементов системы учёта объектов недвижимости
С 2015 года в Российской Федерации вместо понятия «кадастровый паспорт», содержавшегося в федеральном законе от 24.07.2007 № 221-ФЗ «О кадастровой деятельности», федеральным законом от 13.07.2015 № 218-ФЗ «О государственной регистрации недвижимости» введены понятия «межевой план» и «технический план». Кадастровый паспорт — это кадастровый паспорт, результат кадастровых работ. В настоящее время действующим законодательством понятие кадастровый паспорт исключено (есть выписка). Технический и межевой план — документы необходимые для кадастрового учета (постановка на учет или изменение основных характеристик).

## Кадастровый паспорт земельного участка
- Кадастровый паспорт объекта определяет все основные характеристики земельного участка и он необходим для всех видов сделок с земельным участком. Внесённые в государственный кадастр недвижимости сведения, за исключением сведений, предоставляемых в виде кадастровых планов территорий или кадастровых справок, предоставляются в срок не более чем пять рабочих дней со дня получения органом кадастрового учёта соответствующего запроса.
- Кадастровый паспорт объекта недвижимости представляет собой выписку из государственного кадастра недвижимости (при этом следует отличать «кадастровый паспорт» от «кадастровой выписки», так как это два отдельных документа одного и того же объекта недвижимости), содержащую кадастровый номер и уникальные характеристики объекта недвижимости, а также, в зависимости от вида объекта недвижимости, иные предусмотренные настоящим Федеральным законом сведения об объекте недвижимости.

Кадастровый паспорт является одним из видов предоставления общедоступных сведений, внесённых в государственный кадастр недвижимости. Кадастровый паспорт предоставляется органом кадастрового учёта по запросам любых лиц.
Межевание земельного участка — главный инструмент землеустроительных работ, необходимый для возникновения и изменения любых форм земельных отношений — купли-продажи земельного участка, его наследовании, дарении, приватизации, объединении, разделении и т. п. Но, проведя однажды межевание, не требуется проводить его повторно для заключения иной сделки, то есть если приобретён земельный участок, по которому уже в государственном кадастре имеются сведения об установленных координатах характерных точек, чтобы снова продать данный земельный участок повторно проводить межевание не нужно.

### Процедура формирования земельного участка
- формируется схема границ участка;
- производится сбор и анализ необходимой для проведения межевания информации (заказ сведений на участок и его смежников из государственного земельного кадастра, рекогносцировка местности и сбор исходных пунктов геодезической привязки (реперов) и др.);
- извещение лиц и согласование прохождение границ земельного участка с лицами, чьи права могут быть затронуты при проведении межевания;
- проведение геодезической съёмки земельного участка;
- обработка полученных результатов межевания;
- подготовка межевого плана;
- сдача межевого плана в орган кадастрового учёта объектов недвижимости для вынесения решения о постановке на учёт объекта недвижимости, выдаче кадастрового паспорта и присваивания кадастрового номера земельному участку;
- выдача кадастрового паспорта участка по установленной форме.